# Marek Horodniczy
Marek Horodniczy (ur. 24 marca 1976 we Wrocławiu) – polski dziennikarz i publicysta.

## Życiorys
Absolwent politologii na Akademii Teologii Katolickiej w Warszawie. Uczestnik i prowadzący w licznych programach publicystycznych, m.in. w TV Puls i TVP Kultura. Prowadził m.in. programy Świątek Piątek (TV Puls 2004–2005) i Studio Kultura (TVP Kultura 2006–2007). W 2008 roku TV Puls emitowała jego autorski cykl pt. Portret Trumienny. W 2009 roku wraz z Pawłem Kukizem prowadził i współredagował program publicystyczny Koniec końców (TVP1).
Od sierpnia 2005 roku był redaktorem naczelnym kwartalnika „Fronda”. Pod koniec października 2007 roku został zwolniony z kierowania kwartalnikiem. Razem z nim z „Frondy” odeszło jeszcze 8 spośród 9 członków redakcji: Nikodem Bończa-Tomaszewski, Michał Dylewski, Aleksander Kopiński, Łukasz Łangowski, Filip Memches, Rafał Tichy, Wojciech Wencel i Jan Zieliński.
Aktualnie (od 2007) Horodniczy jest redaktorem naczelnym kwartalnika „44 / Czterdzieści i Cztery”, tworzonego przez byłych redaktorów „Frondy”.
Od 2008 roku pracuje w Narodowym Centrum Kultury, gdzie zajmował się między innymi wydaniem płyt „III Symfonii Pieśni Żałosnych” Henryka Mikołaja Góreckiego pod batutą Kompozytora (Blu-Ray w serii Royal Fidelity), „Pieśni” Michała Jacaszka, „Symfonia 966” Konrada Kucza i „1 VIII 1944. Warszawa” zespołu Laibach, a także współorganizacją Festiwalu Soundedit (edycje 2014 i 2015).
W latach 2013–2014 w Centrum Myśli Jana Pawła II prowadził zajęcia filmowe. „DKF na 1Piętrze” obejmował trzy cykle – „Filmy nie uwzględnione na watykańskiej liście 45 filmów 'ważnych i wartościowych' ogłoszonej w stulecie kina w r. 1995”, „Filmy muzyczne obrazujące zmiany społeczne i polityczne” oraz „Kino zaangażowane społeczne”.
W 2015 roku ukazał się czteropłytowy zbiór pt. „Miniatury” Eugeniusza Rudnika, którego Horodniczy był pomysłodawcą i redaktorem. W tym samym czasie Requiem Records uruchomiło swój nowobrzmieniowy pododdział o nazwie Requiem For Disco wydając we współpracy z Maćkiem Sienkiewiczem (jako katalogowy numer 1) płytę „FASRAT Compilation #1”. Horodniczy jest kuratorem tego sublabelu.